# باول روجرز
باول روجرز (بالإنجليزية: Paul Rogers)‏ (21 مارس 1965 ببورتسموث في المملكة المتحدة - ) هو لاعب كرة قدم بريطاني في مركز الوسط. لعب مع برايتون أند هوف ألبيون وشيفيلد يونايتد ونوتس كاونتي وويغان أتلتيك وساتون يونايتد ونادي وورثينغ.

## وصلات خارجية
- باول روجرز على موقع قاعدة بيانات كرة القدم.إي يو (الإنجليزية)
- باول روجرز على موقع Soccerbase.com (لاعب) (الإنجليزية)
- باول روجرز على موقع عالم كرة القدم.نت (الإنجليزية)